# Bogen, Tyskland
Bogen är en stad i Landkreis Straubing-Bogen i Regierungsbezirk Niederbayern i förbundslandet Bayern i Tyskland.